# Opération des Nations unies en Côte d'Ivoire

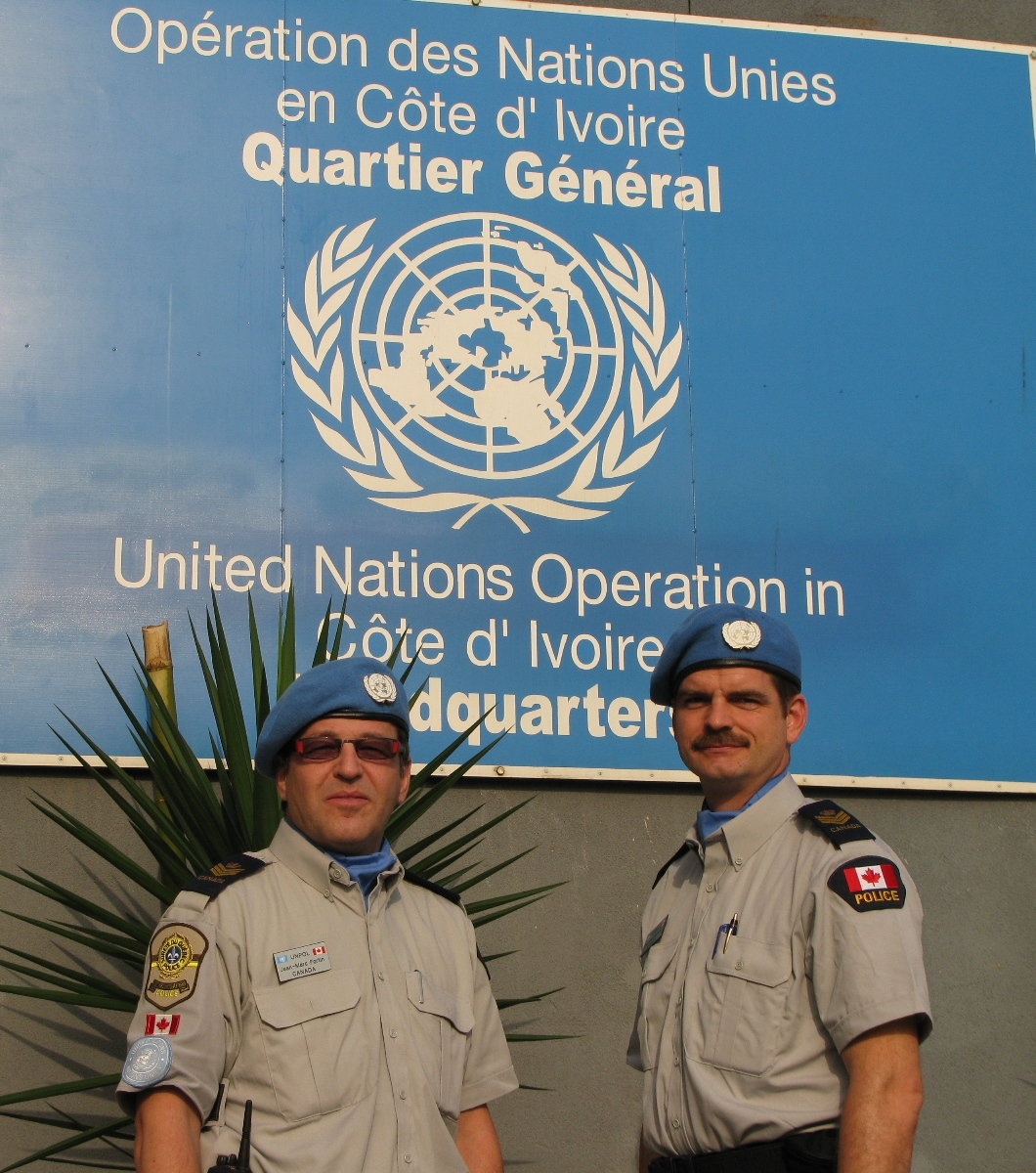
Vue du siège de la mission.

L’Opération des Nations unies en Côte d'Ivoire (ONUCI) était la Force des Nations unies en Côte d'Ivoire entre 2004 et 2017.
Elle a été constituée en application de la résolution 1528 du 27 février 2004 . Elle prend la suite de la résolution 1464 de février 2003 du Conseil de sécurité de l'ONU, qui autorisait la Communauté économique des États de l'Afrique de l'Ouest (CEDEAO) et la France à déployer des troupes en Côte d'Ivoire pour faire appliquer les accords Kléber issus de la réunion, en janvier 2003, des belligérants à Linas-Marcoussis. Son déploiement a démarré en avril 2004.
Initialement déployée pour une période de 12 mois, son mandat a été régulièrement prolongé, par des résolutions du Conseil de sécurité des Nations unies.
L'ONUCI termine sa mission le 30 juin 2017.

## Représentant du secrétaire général de l'ONU, chef de mission
- Alan Doss
- Albert Tévoédjrè : février 2003 à février 2005
- Pierre Schori : février 2005 à mars 2007
- Choi Young-Jin : octobre 2007 à octobre 2011
- Bert Koenders : octobre 2011 à mai 2013
- Aïchatou Mindaoudou : depuis le 17 mai 2013

## Commandement
L'opération de l'Organisation des Nations unies en Côte d'Ivoire est d'abord commandée par deux généraux sénégalais :
- Papa Khalilou Fall, de 2003 à 2004
- Abdoulaye Fall, de 2004 à 2006

puis par
- Fernand Marcel Amoussou, général de division béninois de 2006 à 2010,
- Abdul Hafiz, général bengali de 2010 à 2011,
- Gnakoudè Béréna, général de division togolais de 2011 à 2012[4],
- Muhammad Iqbal Asi, général pakistanais de 2012 à 2014,
- Hafiz Masroor Ahmed, général pakistanais depuis le 19 mai 2014 au 30 juin 2015
- Didier L’Hôte, général français du 1er juillet 2015[5] au 30 juin 2017.

### UNPOL
Le commissaire Jean-Marie Bourry, de nationalité française, assure la fonction de chef de la composante police de l’Opération des Nations unies en Côte d’Ivoire (ONUCI) du 10 septembre 2009 au 6 février 2014.
Il est remplacé à cette date par le commissaire Vianney Nshimiyimana, de nationalité rwandaise.
Le commissaire divisionnaire de Police Jean-Marc Lafon, de nationalité française, est nommé chef de la composante police de l'ONUCI par intérim le 5 août 2016.

## Force militaire
Elle compte actuellement 5 437 soldats (6 240 lors de sa formation), 195 observateurs militaires et 1 500 policiers, plus les personnels civils,,,. Depuis le début de son mandat, elle a eu à déplorer 70 pertes humaines, dont 53 militaires en octobre 2011, 92 au 5 mars 2015. Voici la liste des États participants et les effectifs à la date du 20 octobre 2011 : 
- Afrique du Sud : 4 observateurs militaires et 6 policiers ;
- Algérie : 76 observateurs militaires et 2 policiers ;
- Argentine : 3 policiers ;
- Bangladesh : 2 170 militaires, 13 observateurs militaires et 358 policiers ;
- Bénin : 426 militaires, 8 observateurs militaires et 42 policiers ;
- Bolivie : 3 observateurs militaires ;
- Brésil : 3 militaires et 4 observateurs militaires ;
- Burundi : 40 policiers ;
- Cameroun : 27 policiers ;
- Canada : 4 policiers ;
- République centrafricaine : 17 policiers ;
- Chine : 6 observateurs militaires ;
- Colombie : 7 observateurs militaires ;
- République démocratique du Congo : 30 policiers ;
- Djibouti : 40 policiers ;
- République dominicaine : 3 observateurs militaires ;
- Égypte : 176 militaires et 2 policiers ;
- Équateur : 1 observateur militaire ;
- Éthiopie : 1 observateur militaire ;
- France: 6 militaires et 13 policiers (700 militaires sont aussi déployés dans le cadre de l'opération Licorne) ;
- Gabon : 2 observateurs militaires et 1 policier;
- Gambie : 3 observateurs militaires ;
- Ghana : 535 militaires et 6 observateurs militaires ;
- Guatemala : 5 observateurs militaires ;
- Guinée : 3 observateurs militaires ;
- Inde : 8 observateurs militaires ;
- Irlande : 2 observateurs militaires ;
- Jordanie : 1 068 militaires, 8 observateurs militaires et 461 policiers ;
- Malawi : 853 militaires et 3 observateurs militaires ;
- Maroc : 726 militaires ;
- Moldavie : 4 observateurs militaires ;
- Namibie : 2 observateurs militaires ;
- Népal : 1 militaire et 3 observateurs militaires ;
- Niger : 934 militaires, 7 observateurs militaires et 34 policiers ;
- Nigeria : 1 militaire et 6 observateurs militaires ;
- Oman : 5 observateurs militaires et 1 policiers ;
- Ouganda : 1 militaire et 5 observateurs militaires ;
- Pakistan : 1 187 militaires, 11 observateurs militaires et 150 policiers ;
- Paraguay : 2 militaires et 7 observateurs militaires ;
- Pérou : 3 observateurs militaires ;
- Philippines : 3 militaires et 4 observateurs militaires ;
- Pologne : 3 observateurs militaires ;
- Roumanie : 6 observateurs militaires ;
- Russie : 11 observateurs militaires ;
- Salvador : 3 observateurs militaires ;
- Sénégal : 527 militaires, 13 observateurs militaires et 13 policiers ;
- Serbie : 3 observateurs militaires ;
- Tanzanie : 2 militaires et 1 observateur militaire ;
- Tchad : 1 militaire, 3 observateurs militaires et 23 policiers ;
- Togo : 524 militaires, 7 observateurs militaires et 7 policiers ;
- Tunisie : 3 militaires et 5 observateurs militaires ;
- Turquie : 15 policiers ;
- Ukraine : 7 policiers ;
- Uruguay : 2 observateurs militaires ;
- Yémen : 1 militaire, 7 observateurs militaires et 18 policiers ;
- Zambie : 2 observateurs militaires ;
- Zimbabwe : 3 observateurs militaires.

## Incident
En juillet 2007, l'ONUCI demande le cantonnement (mais non la suspension) du contingent marocain basé à Bouaké après l'ouverture d'une « enquête interne » pour des cas d'exploitation sexuelle et d'abus sexuels. Les soldats marocains seront cantonnés dans leur base, conformément à la politique de « tolérance zéro » prônée en la matière par l'Organisation.
Néanmoins, à la suite d'une enquête entreprise conjointement par le Maroc et l'ONU, aucune accusation n'est retenue, l'ONG locale à l'origine des révélations étant alors suspectée d'avoir monté l'affaire de toutes pièces en payant de faux témoins. Le contingent marocain est décoré par l'ONU trois mois plus tard.